# 김재철 (배우)
김재철(1982년 6월 25일~)은 대한민국의 배우이자 모델이다.

## 학력
- 잠실고등학교
- 동아방송대 연극영화학과

## 출연작

### 영화
- 《파묘》 (2024년) - 박지용 역 (박종순의 아들, 박근현의 손자) (첫 천만영화)
- 《옥천》 (2021년) - 무영 역
- 《인질》 (2021년) - 평택서부경찰서 이 형사 역
- 《백두산》 (2019년) - 사령부 비서관 역
- 《어제 일은 모두 괜찮아》 (2019년) - 민재 역
- 《김감독》 (2017년)
- 《조작된 도시》 (2017년) - 파티 플래너 역
- 《공조》 (2017년) - 장 실장 역
- 《컨트롤》 (2016년)
- 《마스터》 (2016년) - 진회장 수행비서 역
- 《대배우》 (2016년) - 만화방 짜장 남 역
- 《그날의 분위기》 (2016년) - 백화점 남자품평위원 역
- 《쎄시봉》 (2015년) - 선술집 친구 2 역
- 《빅매치》 (2014년) - 에이스 크루 1 역
- 《결혼전야》 (2013년) - 어울림 종업원 역
- 《바람》 (2009년) - 이장욱 역
- 《이장과 군수》 (2007년) - 춘삼 친구 1 역
- 《후 아 유》 (2002년) - 직원남 6 역
- 《하면 된다》 (2000년) - 대철 친구들 역
- 《번지 점프를 하다》 (2000년-데뷔작) - 다른반 학생반장 역

### 드라마
- 2020년 SBS 금토드라마 《하이에나》 - 케빈 정 역
- 2020년 MBN 월화드라마 《나의 위험한 아내》 - 이진수 역
- 2020년 JTBC 금토드라마 《허쉬》 - 박명환 역
- 2021년 KBS2 월화드라마 《연모》 - 윤형설 역
- 2022년 tvN 수목드라마 《킬힐》 - 현욱 역
- 2022년 JTBC 목요드라마 《불행을 사는 여자》 - 김태준 역
- 2023년 tvN 수목드라마 《스틸러 : 일곱 개의 조선통보》 - 조흰달 역
- 2024년 tvN 토일드라마 《사랑은 외나무다리에서》 - 홍태오 역
- 2025년 SBS 금토드라마 《우리 영화》 - 이두영 역

### 연극
- 《극적인 하룻밤》
- 《격정만리》
- 《강풀의 순정만화》
- 《칠수와 만수》
- 《광수생각》

## 수상 목록
- 2024년 제11회 서울국제영화대상 남우조연상